# 5798 Burnett
5798 Burnett (1980 RL7) là một tiểu hành tinh vành đai chính được phát hiện ngày 13 tháng 9 năm 1980 bởi S. J. Bus ở Palomar.